# Поручик Голицын (песня)
«Пору́чик Голи́цын» — одна из самых известных так называемых «белогвардейских песен» в жанре городского романса, в начале 1980-х получившая популярность как в СССР, так и среди третьей волны эмиграции. После перестройки стала открыто исполняться в России различными певцами. Среди исполнителей: Аркадий Северный (первое датированное исполнение), Михаил Гулько, Вилли Токарев, Олеся Троянская, Валерий Агафонов, Жанна Бичевская (на свою собственную музыку), Михаил Звездинский, Александр Малинин (исполнял вариант Жанны Бичевской, его исполнение считается[кем?] эталонным), Борис Георгиевский (на украинском языке), группа «Бони НЕМ», политик Владимир Жириновский,  актер Николай Сахаров. 

## История
Первым датированным исполнением песни «Поручик Голицын» можно считать запись Аркадия Северного в середине мая 1977 года в Одессе с ансамблем «Черноморская чайка». Текст песни подготовил друг и звукооператор Владислав Коцишевский. Священник Владимир Зелинский пишет, что автор исходного варианта песни — его покойный друг Василий Михайлович Моксяков (24 августа 1944 — 8 октября 2020), который в Ютьюбе говорит, что сочинил песню в 19-летнем возрасте. В исполнении Моксякова это бардовская песня, драматически ритмизированная и лишенная романсовой распевности.
С песней связан ряд взаимоисключающих легенд: что она возникла в среде первой (белогвардейской) эмиграции и была популярна уже до Второй мировой войны (некоторые приписывали её даже Марине Цветаевой); что она была написана Георгием Гончаренко, известным под псевдонимом Юрий Галич; что она была написана или Михаилом Звездинским, или другими бардами — его современниками (М. Гулько, А. Днепровым, Александром Дольским или Александром Розенбаумом). Известно, что её нет ни в каких сборниках аутентичных белогвардейских песен, эмигранты старшего поколения в 1970—1980-е годы её не знали. Однако она, возможно, существовала в 1960-х — поскольку 1967 годом датируется посмертно опубликованное стихотворение Вадима Делоне «Моя роль в революции», которое является её переделкой.
В 1974 году была опубликована повесть Николая Самвеляна «Послесловие к жизни Кольки», в которой один из героев, «бывший деникинский подпоручик» Василий Николаевский, поёт строфу этой песни:

Четвёртые сутки пылают станицы,

Исходит дождями Донская страна.

Раздайте патроны, поручик Голицын,

Корнет Оболенский, налейте вина…

В 1980-х годах в устах различных исполнителей появилось много вариантов «Поручика», где изменены слова и целые строки, сокращено количество строф. Известны также разные варианты музыки.
В советском пропагандистском фильме «Заговор против страны Советов» (фильм № 1) 1984 года (режиссёр Екатерина Вермишева, Киностудия ЦСДФ), в качестве «звуковой иллюстрации» к кадрам, показывающим русскую эмиграцию первой волны, был использован фрагмент песни «Поручик Голицын» в исполнении Аркадия Северного. Часть песни звучит в художественном фильме «Личное оружие» (1991).
В 1990-х годах появились вариации на ту же тему, отсылающие к эмиграции уже не из России, а из Советского Союза:

О, русское солнце, великое солнце!

Мне режет глаза ослепительный луч.

Поручик Голицын, а может, вернемся

Туда, где меня запирали на ключ…

В последние годы[когда?] пропагандируется утверждение украинского исполнителя Василя Лютого (псевдоним — Живосил Лютич) о том, что «Поручик Голицын» есть переделка песни «Мій друже Ковалю», якобы написанной в 1949 году неким Николаем Матолой из УПА. Независимых подтвержений этого утверждения (а также самого существования как подходящего Миколы Матолы, отличного от закарпатского поэта Николая Матолы 1952 года рождения, так и текста песни «Мій друже Ковалю» до Василя Лютого) нет.